# Doppio passo
Il doppio passo è un dribbling calcistico, più propriamente una finta, eseguito simulando un contatto col pallone che in realtà non avviene.

## Storia
L'invenzione del gesto tecnico è riconducibile all'olandese Law Adam, attaccante degli anni '20 e '30. Per quanto riguarda il panorama italiano la diffusione della finta è storicamente legata all'ala destra Amedeo Biavati, di cui divenne una giocata-simbolo.

## Esecuzione
Nell'eseguire un doppio passo il calciatore simula il contatto con la sfera, compiendo dei movimenti attorno ad essa con una gamba e disorientando l'avversario: l'effettivo tocco del pallone avviene invece con l'altro piede, avanzando sul terreno senza incontrare opposizione.
Una serie di doppi passi, eseguita in rapida successione e utile a superare più avversari, è detta «mulinello».